# 慈雲路
慈雲路為臺灣新竹市東區的一條南北向的主要道路之一。南起新竹科學園區大門（光復路一段、園區一路口）；北端經經國大橋可銜接台68線新竹科園交流道（經國橋交流道），再往北可續接新竹縣竹北市的自強南、北路。全線隸屬於縣道117號的一部分。道路命名源自於鄰近的新竹埔頂慈雲庵。
慈雲路開闢後，連結了新竹科學園區、公道五路、台68線、竹北二期重劃區等，並可進一步通往國道1號、國道3號、新竹市區、竹北市區、高鐵新竹站等，是新竹科學園區的主要通勤道路之一。

## 沿經行政區域
(由南至北)
- 新竹市
  - 東區

## 車道配置
(由南至北)
- 光復路－埔頂二路：
  - 高架路段（僅限小客車以上及250cc以上重型機車通行）：
    - 正常情況之下北向配有二車道；南向配有一車道
    - 在每日7至9時 (假日除外)實施調撥車道，此時北向配有一車道；南向配有二車道

  - 平面路段：雙向各一車道
- 埔頂二路－公道五路一段和二段：雙向各二車道，並各設有一機車道
- 公道五路一段和二段－經國大橋南端：
  - 北向：三車道
  - 南向：三車道，並設有一機車道

## 高架道路
慈雲路南端建有一高架橋跨越光復路一段，直接連結新竹科學園區，使進出園區的車流不必受同樣繁忙的光復路干擾。該高架道配置三車道，其中中央車道設計為調撥車道，隨上、下班時段而改變行車方向。在高架道底下的空間，則作為停車場使用。

## 沿線設施
(由南至北)
- 關埔重劃區
- 迪卡儂新竹店（126號）
- 好市多新竹店（188號）
- 經國大橋